# Список голів, забитих Кріштіану Роналду за збірну

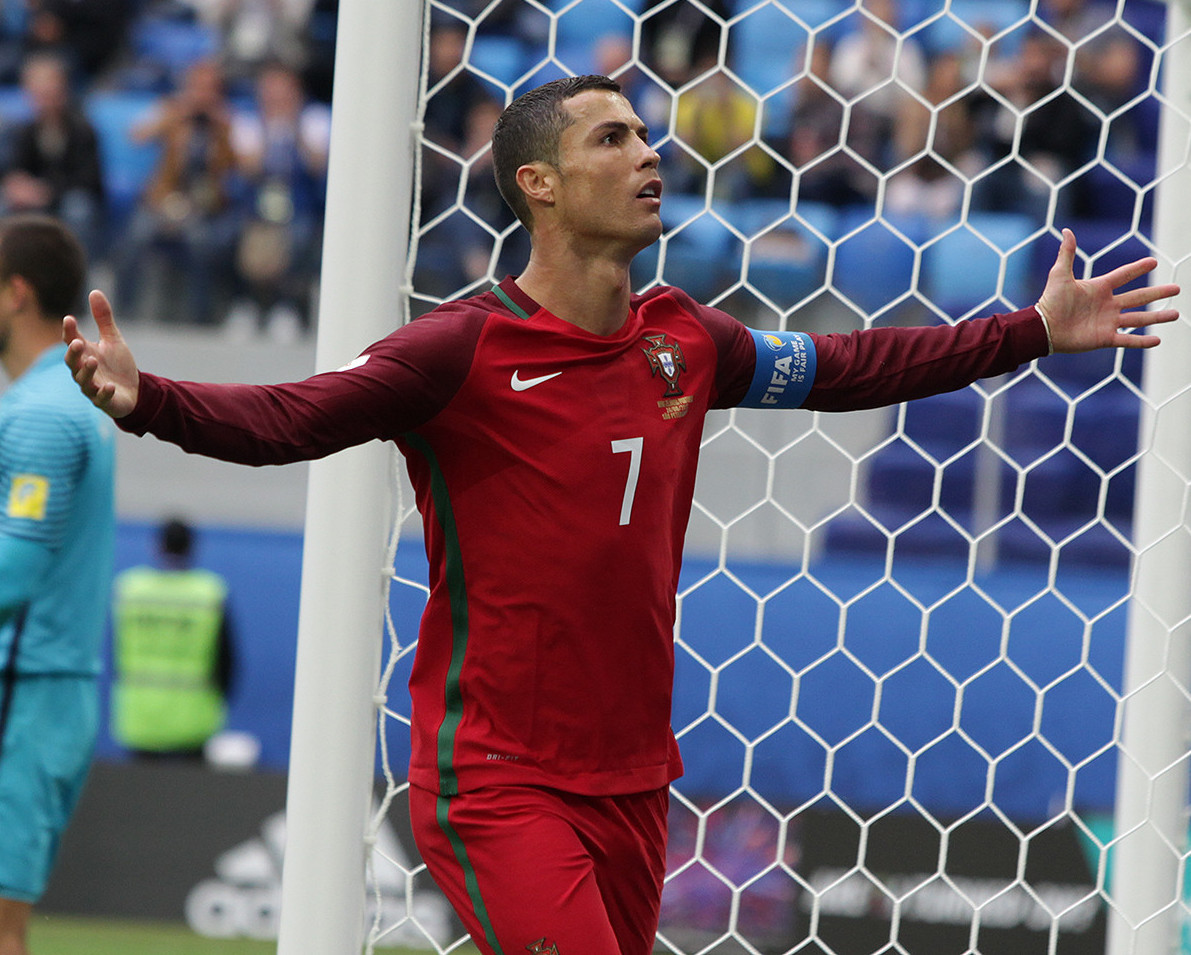
Роналду святкує після того, як забив пенальті у ворота Нової Зеландії на Кубку Конфедерацій 2017

Кріштіану Роналду — португальський професійний футболіст, який представляє національну збірну Португалії з футболу нападником з моменту свого дебюту 20 серпня 2003 року проти Казахстану в товариському матчі. Пізніше він забив свій перший міжнародний гол 12 червня 2004 року під час матчу групового етапу Євро-2004 проти Греції. Відтоді він став рекордсменом за всю історію національної збірної Португалії, а також найкращим бомбардиром у чоловічій збірній в історії, забивши 118 голів у 196 матчах.

## Рекорди
6 вересня 2013 року зробив свій перший хет-трик в матчі проти Північної Ірландії під час відбіркового матчу Чемпіонату світу з футболу 2014 року. Разом зробив десять хет-триків і двічі забив чотири голи за один матч. 
5 березня 2014 року двічі забив у товариському матчі проти Камеруну (5-1), забивши 49-й гол, таким чином ставши найкращим бомбардиром своєї збірної в історії, перевершивши результат у 47 голів, встановлений Паулетою. 
14 листопада 2014 року забив єдиний гол у відбірковому матчі Євро-2016 проти Вірменії, який став його 23-м голом у відбіркових і фінальних матчах чемпіонату Європи УЄФА, чим перевершив рекорд, який раніше належав турецькому та датському форвардам Хакану Шюкюру і Йону-Далю Томассону. 
20 червня 2018 року забив свій 85-й гол за Португалію в переможному матчі проти Марокко з рахунком 1-0 на Чемпіонаті світу 2018, обійшовши угорця Ференца Пушкаша як найкращого бомбардира за всю історію національної збірної з Європи. 
8 вересня 2020 року забив свій 100-й і 101-й голи за Португалію в переможному матчі (2-0) проти Швеція в Лізі націй УЄФА 2020–2021, ставши першим європейським гравцем, який досяг цього рубежу. 
1 вересня 2021 року забив свій 110-й і 111-й голи у відбірковому матчі Чемпіонату світу 2022 проти збірної Ірландії, випередивши іранця Алі Даеї, ставши найкращим бомбардиром серед чоловіків у міжнародного футболі.
Взяв участь у дванадцяти великих міжнародних турнірах: п'яти чемпіонатах Європи в 2004, 2008, 2012, 2016 і 2020 роках (зіграний у 2021 році), п'яти чемпіонатах світу з футболу в 2006, 2010, 2015, 2018 і 2022 роках, одному Кубку конфедерацій ФІФА в 2017 році, а також одному фіналу Ліги націй УЄФА в 2019 році, забивши в усіх цих турнірах. Після перемоги Португалії на Євро-2016 Роналду підняв трофей як капітан своєї команди, а також був нагороджений «Срібною бутсою» як другий бомбардир турніру з трьома голами та трьома асистами. також був обраний до символічної команди турніру втретє в своїй кар'єрі. 
Забив рекордні 14 голів на чемпіонатах Європи, вісім у фіналах чемпіонатів світу, сім у Лізі націй УЄФА та два на Кубку конфедерацій. 
Забив 36 голів у кваліфікації Чемпіонату світу з футболу та 31 гол у кваліфікації Євро, таким чином ставши першим гравцем, який забив більше п'ятидесяти голів у матчах європейської кваліфікації. 
Суперник, якому він забивав найчастіше, - це Люксембург з дев'ятьма голами. 
Забив 16 голів на стадіоні Алгарве. 
12 жовтня 2021 року зробив свій десятий міжнародний хет-трик, перевищивши рекорд, встановлений раніше Свеном Рюделлем у складі збірної Швеції.

## Голи
Станом на 10 грудня 2022
Першими вказані рахунки та результати збірної Португалії.
|  | Португалія виграла матч  |
|  | Матч завершився внічию   |
|  | Португалія програла матч |

| Номер | Гра | Дата              | Стадіон                                                | Суперник             | Рахунок | Результат | Турнір                              | Посилання |
| ----- | --- | ----------------- | ------------------------------------------------------ | -------------------- | ------- | --------- | ----------------------------------- | --------- |
| 1     | 8   | 12 червня 2004    | Драгау, Порту, Португалія                              | Греція               | 1–2     | 1–2       | Євро-2004                           | [ 17 ]    |
| 2     | 12  | 30 червня 2004    | Жозе Алваладе, Лісабон, Португалія                     | Нідерланди           | 1–0     | 2–1       | Євро-2004                           | [ 18 ]    |
| 3     | 14  | 4 вересня 2004    | Сконто, Рига, Латвія                                   | Латвія               | 1–0     | 2–0       | Кваліфікація ЧС-2006                | [ 19 ]    |
| 4     | 15  | 8 вересня 2004    | Магальяйнш Песоа, Лейрія, Португалія                   | Естонія              | 1–0     | 4–0       | Кваліфікація ЧС-2006                | [ 20 ]    |
| 5     | 17  | 13 жовтня 2004    | Жозе Алваладе, Лісабон, Португалія                     | Росія                | 2–0     | 7–1       | Кваліфікація ЧС-2006                | [ 21 ]    |
| 6     | 17  | 13 жовтня 2004    | Жозе Алваладе, Лісабон, Португалія                     | Росія                | 4–0     | 7–1       | Кваліфікація ЧС-2006                | [ 21 ]    |
| 7     | 18  | 17 листопада 2004 | Жозі Бартель, Люксембург, Люксембург                   | Люксембург           | 2–0     | 5–0       | Кваліфікація ЧС-2006                | [ 22 ]    |
| 8     | 22  | 4 червня 2005     | Да Луж, Лісабон, Португалія                            | Словаччина           | 2–0     | 2–0       | Кваліфікація ЧС-2006                | [ 23 ]    |
| 9     | 23  | 8 червня 2005     | А. Ле Кок Арена, Таллінн, Естонія                      | Естонія              | 1–0     | 1–0       | Кваліфікація ЧС-2006                | [ 24 ]    |
| 10    | 30  | 1 березня 2006    | Меркур Шпіль-арена, Дюссельдорф, Німеччина             | Саудівська Аравія    | 1–0     | 3–0       | Товариський матч                    | [ 25 ]    |
| 11    | 30  | 1 березня 2006    | Меркур Шпіль-арена, Дюссельдорф, Німеччина             | Саудівська Аравія    | 3–0     | 3–0       | Товариський матч                    | [ 25 ]    |
| 12    | 34  | 17 червня 2006    | Коммерцбанк-Арена, Франкфурт-на-Майні, Німеччина       | Іран                 | 2–0     | 2–0       | ЧС-2006                             | [ 26 ]    |
| 13    | 41  | 7 жовтня 2006     | Беса Секулу XXI, Порту, Португалія                     | Азербайджан          | 1–0     | 3–0       | Кваліфікація Євро-2008              | [ 27 ]    |
| 14    | 41  | 7 жовтня 2006     | Беса Секулу XXI, Порту, Португалія                     | Азербайджан          | 3–0     | 3–0       | Кваліфікація Євро-2008              | [ 27 ]    |
| 15    | 43  | 15 листопада 2006 | Коїмбрський міський стадіон, Коїмбра, Португалія       | Казахстан            | 2–0     | 3–0       | Кваліфікація Євро-2008              | [ 28 ]    |
| 16    | 45  | 24 березня 2007   | Жозе Алваладе, Лісабон, Португалія                     | Бельгія              | 2–0     | 4–0       | Кваліфікація Євро-2008              | [ 29 ]    |
| 17    | 45  | 24 березня 2007   | Жозе Алваладе, Лісабон, Португалія                     | Бельгія              | 4–0     | 4–0       | Кваліфікація Євро-2008              | [ 29 ]    |
| 18    | 47  | 22 серпня 2007    | Стадіон імені Вазгена Саркісяна, Єреван, Вірменія      | Вірменія             | 1–1     | 1–1       | Кваліфікація Євро-2008              | [ 30 ]    |
| 19    | 48  | 8 вересня 2007    | Да Луж, Лісабон, Португалія                            | Польща               | 2–1     | 2–2       | Кваліфікація Євро-2008              | [ 31 ]    |
| 20    | 51  | 17 жовтня 2007    | Центральний стадіон, Алмати, Казахстан                 | Казахстан            | 2–0     | 2–1       | Кваліфікація Євро-2008              | [ 32 ]    |
| 21    | 57  | 11 червня 2008    | Стад де Женев, Женева, Швейцарія                       | Чехія                | 2–1     | 3–1       | Євро-2008                           | [ 33 ]    |
| 22    | 62  | 11 лютого 2009    | Алгарве, Фару, Португалія                              | Фінляндія            | 1–0     | 1–0       | Товариський матч                    | [ 34 ]    |
| 23    | 74  | 21 червня 2010    | Кейптаун Стедіум, Кейптаун, ПАР                        | Північна Корея       | 6–0     | 7–0       | ЧС-2010                             | [ 35 ]    |
| 24    | 77  | 8 жовтня 2010     | Драгау, Порту, Португалія                              | Данія                | 3–1     | 3–1       | Кваліфікація Євро-2012              | [ 36 ]    |
| 25    | 78  | 12 жовтня 2010    | Лаугардалсволлур, Рейк'явік, Ісландія                  | Ісландія             | 1–0     | 3–1       | Кваліфікація Євро-2012              | [ 37 ]    |
| 26    | 80  | 9 лютого 2011     | Стад де Женев, Женева, Швейцарія                       | Аргентина            | 1–1     | 1–2       | Товариський матч                    | [ 38 ]    |
| 27    | 82  | 10 серпня 2011    | Алгарве, Фару, Португалія                              | Люксембург           | 2–0     | 5–0       | Товариський матч                    | [ 39 ]    |
| 28    | 83  | 2 вересня 2011    | ГСП, Нікосія, Кіпр                                     | Кіпр                 | 1–0     | 4–0       | Кваліфікація Євро-2012              | [ 40 ]    |
| 29    | 83  | 2 вересня 2011    | ГСП, Нікосія, Кіпр                                     | Кіпр                 | 2–0     | 4–0       | Кваліфікація Євро-2012              | [ 40 ]    |
| 30    | 85  | 11 жовтня 2011    | Паркен, Копенгаген, Данія                              | Данія                | 1–2     | 1–2       | Кваліфікація Євро-2012              | [ 41 ]    |
| 31    | 87  | 15 листопада 2011 | Да Луж, Лісабон, Португалія                            | Боснія і Герцеговина | 1–0     | 6–2       | Кваліфікація Євро-2012              | [ 42 ]    |
| 32    | 87  | 15 листопада 2011 | Да Луж, Лісабон, Португалія                            | Боснія і Герцеговина | 3–1     | 6–2       | Кваліфікація Євро-2012              | [ 42 ]    |
| 33    | 93  | 17 червня 2012    | Металіст, Харків, Україна                              | Нідерланди           | 1–1     | 2–1       | Євро-2012                           | [ 43 ]    |
| 34    | 93  | 17 червня 2012    | Металіст, Харків, Україна                              | Нідерланди           | 2–1     | 2–1       | Євро-2012                           | [ 43 ]    |
| 35    | 94  | 21 червня 2012    | Національний стадіон, Варшава, Польща                  | Чехія                | 1–0     | 1–0       | Євро-2012                           | [ 44 ]    |
| 36    | 96  | 15 серпня 2012    | Алгарве, Фару, Португалія                              | Панама               | 2–0     | 2–0       | Товариський матч                    | [ 45 ]    |
| 37    | 97  | 7 вересня 2012    | Жозі Бартель, Люксембург, Люксембург                   | Люксембург           | 1–1     | 2–1       | Кваліфікація ЧС-2014                | [ 46 ]    |
| 38    | 101 | 6 лютого 2013     | Афонсу Енрікеш, Гімарайнш, Португалія                  | Еквадор              | 1–1     | 2–3       | Товариський матч                    | [ 47 ]    |
| 39    | 104 | 10 червня 2013    | Стад де Женев, Женева, Швейцарія                       | Хорватія             | 1–0     | 1–0       | Товариський матч                    | [ 48 ]    |
| 40    | 105 | 14 серпня 2013    | Алгарве, Фару, Португалія                              | Нідерланди           | 1–1     | 1–1       | Товариський матч                    | [ 49 ]    |
| 41    | 106 | 6 вересня 2013    | Віндзор Парк, Белфаст, Північна Ірландія               | Північна Ірландія    | 2–2     | 4–2       | Кваліфікація ЧС-2014                | [ 50 ]    |
| 42    | 106 | 6 вересня 2013    | Віндзор Парк, Белфаст, Північна Ірландія               | Північна Ірландія    | 3–2     | 4–2       | Кваліфікація ЧС-2014                | [ 50 ]    |
| 43    | 106 | 6 вересня 2013    | Віндзор Парк, Белфаст, Північна Ірландія               | Північна Ірландія    | 4–2     | 4–2       | Кваліфікація ЧС-2014                | [ 50 ]    |
| 44    | 108 | 15 листопада 2013 | Да Луж, Лісабон, Португалія                            | Швеція               | 1–0     | 1–0       | Кваліфікація ЧС-2014                | [ 51 ]    |
| 45    | 109 | 19 листопада 2013 | Френдз-Арена, Сульна, Швеція                           | Швеція               | 1–0     | 3–2       | Кваліфікація ЧС-2014                | [ 52 ]    |
| 46    | 109 | 19 листопада 2013 | Френдз-Арена, Сульна, Швеція                           | Швеція               | 2–2     | 3–2       | Кваліфікація ЧС-2014                | [ 52 ]    |
| 47    | 109 | 19 листопада 2013 | Френдз-Арена, Сульна, Швеція                           | Швеція               | 3–2     | 3–2       | Кваліфікація ЧС-2014                | [ 52 ]    |
| 48    | 110 | 5 березня 2014    | Магальяйнш Песоа, Лейрія, Португалія                   | Камерун              | 1–0     | 5–1       | Товариський матч                    | [ 53 ]    |
| 49    | 110 | 5 березня 2014    | Магальяйнш Песоа, Лейрія, Португалія                   | Камерун              | 5–1     | 5–1       | Товариський матч                    | [ 53 ]    |
| 50    | 114 | 26 червня 2014    | Національний стадіон, Бразиліа, Бразилія               | Гана                 | 2–1     | 2–1       | ЧС-2014                             | [ 54 ]    |
| 51    | 116 | 14 жовтня 2014    | Паркен, Копенгаген, Данія                              | Данія                | 1–0     | 1–0       | Кваліфікація Євро-2016              | [ 55 ]    |
| 52    | 117 | 14 листопада 2014 | Алгарве, Фару, Португалія                              | Вірменія             | 1–0     | 1–0       | Кваліфікація Євро-2016              | [ 56 ]    |
| 53    | 120 | 13 червня 2015    | Стадіон імені Вазгена Саркісяна, Єреван, Вірменія      | Вірменія             | 1–1     | 3–2       | Кваліфікація Євро-2016              | [ 57 ]    |
| 54    | 120 | 13 червня 2015    | Стадіон імені Вазгена Саркісяна, Єреван, Вірменія      | Вірменія             | 2–1     | 3–2       | Кваліфікація Євро-2016              | [ 57 ]    |
| 55    | 120 | 13 червня 2015    | Стадіон імені Вазгена Саркісяна, Єреван, Вірменія      | Вірменія             | 3–1     | 3–2       | Кваліфікація Євро-2016              | [ 57 ]    |
| 56    | 125 | 29 березня 2016   | Магальяйнш Песоа, Лейрія, Португалія                   | Бельгія              | 2–0     | 2–1       | Товариський матч                    | [ 58 ]    |
| 57    | 126 | 8 червня 2016     | Да Луж, Лісабон, Португалія                            | Естонія              | 1–0     | 7–0       | Товариський матч                    | [ 59 ]    |
| 58    | 126 | 8 червня 2016     | Да Луж, Лісабон, Португалія                            | Естонія              | 3–0     | 7–0       | Товариський матч                    | [ 59 ]    |
| 59    | 129 | 22 червня 2016    | Парк Олімпік Ліонне, Ліон, Франція                     | Угорщина             | 2–2     | 3–3       | Євро-2016                           | [ 60 ]    |
| 60    | 129 | 22 червня 2016    | Парк Олімпік Ліонне, Ліон, Франція                     | Угорщина             | 3–3     | 3–3       | Євро-2016                           | [ 60 ]    |
| 61    | 132 | 6 July 2016       | Парк Олімпік Ліонне, Ліон, Франція                     | Уельс                | 1–0     | 2–0       | Євро-2016                           | [ 61 ]    |
| 62    | 134 | 7 жовтня 2016     | Авейрівський муніципальний стадіон, Авейру, Португалія | Андорра              | 1–0     | 6–0       | Кваліфікація ЧС-2018                | [ 62 ]    |
| 63    | 134 | 7 жовтня 2016     | Авейрівський муніципальний стадіон, Авейру, Португалія | Андорра              | 2–0     | 6–0       | Кваліфікація ЧС-2018                | [ 62 ]    |
| 64    | 134 | 7 жовтня 2016     | Авейрівський муніципальний стадіон, Авейру, Португалія | Андорра              | 4–0     | 6–0       | Кваліфікація ЧС-2018                | [ 62 ]    |
| 65    | 134 | 7 жовтня 2016     | Авейрівський муніципальний стадіон, Авейру, Португалія | Андорра              | 5–0     | 6–0       | Кваліфікація ЧС-2018                | [ 62 ]    |
| 66    | 135 | 10 жовтня 2016    | Торсвьоллур, Торсгавн, Фарерські острови               | Фарерські острови    | 4–0     | 6–0       | Кваліфікація ЧС-2018                | [ 63 ]    |
| 67    | 136 | 13 листопада 2016 | Алгарве, Фару, Португалія                              | Латвія               | 1–0     | 4–1       | Кваліфікація ЧС-2018                | [ 64 ]    |
| 68    | 136 | 13 листопада 2016 | Алгарве, Фару, Португалія                              | Латвія               | 3–1     | 4–1       | Кваліфікація ЧС-2018                | [ 64 ]    |
| 69    | 137 | 25 березня 2017   | Да Луж, Лісабон, Португалія                            | Угорщина             | 2–0     | 3–0       | Кваліфікація ЧС-2018                | [ 65 ]    |
| 70    | 137 | 25 березня 2017   | Да Луж, Лісабон, Португалія                            | Угорщина             | 3–0     | 3–0       | Кваліфікація ЧС-2018                | [ 65 ]    |
| 71    | 138 | 28 березня 2017   | Ештадіу ду Марітіму, Фуншал, Португалія                | Швеція               | 1–0     | 2–3       | Товариський матч                    | [ 66 ]    |
| 72    | 139 | 9 червня 2017     | Сконто, Рига, Латвія                                   | Латвія               | 1–0     | 3–0       | Кваліфікація ЧС-2018                | [ 67 ]    |
| 73    | 139 | 9 червня 2017     | Сконто, Рига, Латвія                                   | Латвія               | 2–0     | 3–0       | Кваліфікація ЧС-2018                | [ 67 ]    |
| 74    | 141 | 21 червня 2017    | Відкриття-Арена, Москва, Росія                         | Росія                | 1–0     | 1–0       | Кубок конфедерацій 2017             | [ 68 ]    |
| 75    | 142 | 24 червня 2017    | Хрестовський стадіон, Санкт-Петербург, Росія           | Нова Зеландія        | 1–0     | 4–0       | Кубок конфедерацій 2017             | [ 69 ]    |
| 76    | 144 | 31 серпня 2017    | Беса Секулу XXI, Порту, Португалія                     | Фарерські острови    | 1–0     | 5–1       | Кваліфікація ЧС-2018                | [ 70 ]    |
| 77    | 144 | 31 серпня 2017    | Беса Секулу XXI, Порту, Португалія                     | Фарерські острови    | 2–0     | 5–1       | Кваліфікація ЧС-2018                | [ 70 ]    |
| 78    | 144 | 31 серпня 2017    | Беса Секулу XXI, Порту, Португалія                     | Фарерські острови    | 4–1     | 5–1       | Кваліфікація ЧС-2018                | [ 70 ]    |
| 79    | 146 | 7 жовтня 2017     | Естаді Насьйональ, Андорра-ла-Велья, Андорра           | Андорра              | 1–0     | 2–0       | Кваліфікація ЧС-2018                | [ 71 ]    |
| 80    | 148 | 23 березня 2018   | Летцигрунд, Цюрих, Швейцарія                           | Єгипет               | 1–1     | 2–1       | Товариський матч                    | [ 72 ]    |
| 81    | 148 | 23 березня 2018   | Летцигрунд, Цюрих, Швейцарія                           | Єгипет               | 2–1     | 2–1       | Товариський матч                    | [ 72 ]    |
| 82    | 151 | 15 червня 2018    | Фішт, Сочі, Росія                                      | Іспанія              | 1–0     | 3–3       | ЧС-2018                             | [ 73 ]    |
| 83    | 151 | 15 червня 2018    | Фішт, Сочі, Росія                                      | Іспанія              | 2–1     | 3–3       | ЧС-2018                             | [ 73 ]    |
| 84    | 151 | 15 червня 2018    | Фішт, Сочі, Росія                                      | Іспанія              | 3–3     | 3–3       | ЧС-2018                             | [ 73 ]    |
| 85    | 152 | 20 червня 2018    | Лужники, Москва, Росія                                 | Марокко              | 1–0     | 1–0       | ЧС-2018                             | [ 74 ]    |
| 86    | 157 | 5 червня 2019     | Драгау, Порту, Португалія                              | Швейцарія            | 1–0     | 3–1       | Фінал чотирьох Ліги націй УЄФА 2019 | [ 75 ]    |
| 87    | 157 | 5 червня 2019     | Драгау, Порту, Португалія                              | Швейцарія            | 2–1     | 3–1       | Фінал чотирьох Ліги націй УЄФА 2019 | [ 75 ]    |
| 88    | 157 | 5 червня 2019     | Драгау, Порту, Португалія                              | Швейцарія            | 3–1     | 3–1       | Фінал чотирьох Ліги націй УЄФА 2019 | [ 75 ]    |
| 89    | 159 | 7 вересня 2019    | Стадіон імені Райко Митича, Белград, Сербія            | Сербія               | 3–1     | 4–2       | Кваліфікація Євро-2020              | [ 76 ]    |
| 90    | 160 | 10 вересня 2019   | Стадіон ЛФФ, Вільнюс, Литва                            | Литва                | 1–0     | 5–1       | Кваліфікація Євро-2020              | [ 77 ]    |
| 91    | 160 | 10 вересня 2019   | Стадіон ЛФФ, Вільнюс, Литва                            | Литва                | 2–1     | 5–1       | Кваліфікація Євро-2020              | [ 77 ]    |
| 92    | 160 | 10 вересня 2019   | Стадіон ЛФФ, Вільнюс, Литва                            | Литва                | 3–1     | 5–1       | Кваліфікація Євро-2020              | [ 77 ]    |
| 93    | 160 | 10 вересня 2019   | Стадіон ЛФФ, Вільнюс, Литва                            | Литва                | 4–1     | 5–1       | Кваліфікація Євро-2020              | [ 77 ]    |
| 94    | 161 | 11 жовтня 2019    | Жозе Алваладе, Лісабон, Португалія                     | Люксембург           | 2–0     | 3–0       | Кваліфікація Євро-2020              | [ 78 ]    |
| 95    | 162 | 14 жовтня 2019    | Олімпійський, Київ, Україна                            | Україна              | 1–2     | 1–2       | Кваліфікація Євро-2020              | [ 79 ]    |
| 96    | 163 | 14 листопада 2019 | Алгарве, Фару, Португалія                              | Литва                | 1–0     | 6–0       | Кваліфікація Євро-2020              | [ 80 ]    |
| 97    | 163 | 14 листопада 2019 | Алгарве, Фару, Португалія                              | Литва                | 2–0     | 6–0       | Кваліфікація Євро-2020              | [ 80 ]    |
| 98    | 163 | 14 листопада 2019 | Алгарве, Фару, Португалія                              | Литва                | 6–0     | 6–0       | Кваліфікація Євро-2020              | [ 80 ]    |
| 99    | 164 | 17 листопада 2019 | Жозі Бартель, Люксембург, Люксембург                   | Люксембург           | 2–0     | 2–0       | Кваліфікація Євро-2020              | [ 81 ]    |
| 100   | 165 | 8 вересня 2020    | Френдз-Арена, Сульна, Швеція                           | Швеція               | 1–0     | 2–0       | Ліга націй УЄФА 2020—2021 (Ліга A)  | [ 82 ]    |
| 101   | 165 | 8 вересня 2020    | Френдз-Арена, Сульна, Швеція                           | Швеція               | 2–0     | 2–0       | Ліга націй УЄФА 2020—2021 (Ліга A)  | [ 82 ]    |
| 102   | 168 | 11 листопада 2020 | Да Луж, Лісабон, Португалія                            | Андорра              | 6–0     | 7–0       | Товариський матч                    | [ 83 ]    |
| 103   | 173 | 30 березня 2021   | Жозі Бартель, Люксембург, Люксембург                   | Люксембург           | 2–1     | 3–1       | Кваліфікація ЧС-2022                | [ 84 ]    |
| 104   | 175 | 9 червня 2021     | Жозе Алваладе, Лісабон, Португалія                     | Ізраїль              | 2–0     | 4–0       | Товариський матч                    | [ 85 ]    |
| 105   | 176 | 15 червня 2021    | Пушкаш-Арена, Будапешт, Угорщина                       | Угорщина             | 2–0     | 3–0       | Євро-2020                           | [ 86 ]    |
| 106   | 176 | 15 червня 2021    | Пушкаш-Арена, Будапешт, Угорщина                       | Угорщина             | 3–0     | 3–0       | Євро-2020                           | [ 86 ]    |
| 107   | 177 | 19 червня 2021    | Альянц Арена, Мюнхен, Німеччина                        | Німеччина            | 1–0     | 2–4       | Євро-2020                           | [ 87 ]    |
| 108   | 178 | 23 червня 2021    | Пушкаш-Арена, Будапешт, Угорщина                       | Франція              | 1–0     | 2–2       | Євро-2020                           | [ 88 ]    |
| 109   | 178 | 23 червня 2021    | Пушкаш-Арена, Будапешт, Угорщина                       | Франція              | 2–2     | 2–2       | Євро-2020                           | [ 88 ]    |
| 110   | 180 | 1 вересня 2021    | Алгарве, Фару, Португалія                              | Ірландія             | 1–1     | 2–1       | Кваліфікація ЧС-2022                | [ 89 ]    |
| 111   | 180 | 1 вересня 2021    | Алгарве, Фару, Португалія                              | Ірландія             | 2–1     | 2–1       | Кваліфікація ЧС-2022                | [ 89 ]    |
| 112   | 181 | 9 жовтня 2021     | Алгарве, Фару, Португалія                              | Катар                | 1–0     | 3–0       | Товариський матч                    | [ 90 ]    |
| 113   | 182 | 12 жовтня 2021    | Алгарве, Фару, Португалія                              | Люксембург           | 1–0     | 5–0       | Кваліфікація ЧС-2022                | [ 91 ]    |
| 114   | 182 | 12 жовтня 2021    | Алгарве, Фару, Португалія                              | Люксембург           | 2–0     | 5–0       | Кваліфікація ЧС-2022                | [ 91 ]    |
| 115   | 182 | 12 жовтня 2021    | Алгарве, Фару, Португалія                              | Люксембург           | 5–0     | 5–0       | Кваліфікація ЧС-2022                | [ 91 ]    |
| 116   | 188 | 5 червня 2022     | Жозе Алваладе, Лісабон, Португалія                     | Швейцарія            | 2–0     | 4–0       | Ліга націй УЄФА 2022—2023 (Ліга A)  | [ 92 ]    |
| 117   | 188 | 5 червня 2022     | Жозе Алваладе, Лісабон, Португалія                     | Швейцарія            | 3–0     | 4–0       | Ліга націй УЄФА 2022—2023 (Ліга A)  | [ 92 ]    |
| 118   | 192 | 24 листопада 2022 | Стадіон 974, Доха, Катар                               | Гана                 | 1–0     | 3–2       | ЧС-2022                             | [ 93 ]    |

## Хет-трики

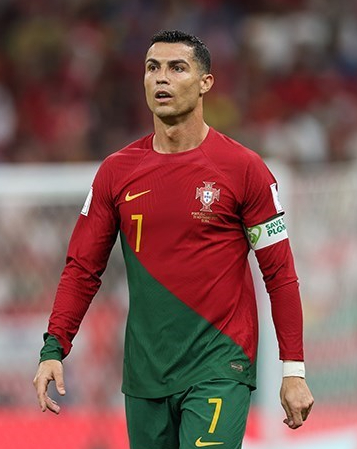
Роналду зробив рекордні десять хет-триків у збірній Португалії.

| Номер | Дата              | Стадіон                                                | Суперник          | Голи                         | Результат | Турнір                              | Посилання |
| ----- | ----------------- | ------------------------------------------------------ | ----------------- | ---------------------------- | --------- | ----------------------------------- | --------- |
| 1     | 6 вересня 2013    | Віндзор Парк, Белфаст, Північна Ірландія               | Північна Ірландія | 3 – (68', 77', 83')          | 4–2       | Кваліфікація ЧС-2014                | [ 94 ]    |
| 2     | 19 листопада 2013 | Френдз-Арена, Сульна, Швеція                           | Швеція            | 3 – (50', 77', 79')          | 3–2       | Кваліфікація ЧС-2014                | [ 95 ]    |
| 3     | 13 червня 2015    | Стадіон імені Вазгена Саркісяна, Єреван, Вірменія      | Вірменія          | 3 – (29' пен., 55', 58')     | 3–2       | Кваліфікація Євро-2016              | [ 96 ]    |
| 4     | 7 жовтня 2016     | Авейрівський муніципальний стадіон, Авейру, Португалія | Андорра           | 4 – (2', 4', 47', 68')       | 6–0       | Кваліфікація ЧС-2018                | [ 97 ]    |
| 5     | 31 серпня 2017    | Беса Секулу XXI, Порту, Португалія                     | Фарерські острови | 3 – (3', 29' пен., 65')      | 5–1       | Кваліфікація ЧС-2018                | [ 98 ]    |
| 6     | 15 червня 2018    | Фішт, Сочі, Росія                                      | Іспанія           | 3 – (4' пен., 44', 88')      | 3–3       | ЧС-2018                             | [ 99 ]    |
| 7     | 5 червня 2019     | Драгау, Порту, Португалія                              | Швейцарія         | 3 – (25', 88', 90')          | 3–1       | Фінал чотирьох Ліги націй УЄФА 2019 | [ 100 ]   |
| 8     | 10 вересня 2019   | Стадіон ЛФФ, Вільнюс, Литва                            | Литва             | 4 – (7' пен., 62', 65', 76') | 5–1       | Кваліфікація Євро-2020              | [ 101 ]   |
| 9     | 14 листопада 2019 | Алгарве, Фару, Португалія                              | Литва             | 3 – (7' пен., 22', 65')      | 6–0       | Кваліфікація Євро-2020              | [ 102 ]   |
| 10    | 12 жовтня 2021    | Алгарве, Фару, Португалія                              | Люксембург        | 3 – (8' пен., 13' пен., 87') | 5–0       | Кваліфікація ЧС-2022                | [ 103 ]   |

## Статистика
Станом на 10 грудня 2022
| Рік   | Ігри | Голи |
| ----- | ---- | ---- |
| 2003  | 2    | 0    |
| 2004  | 16   | 7    |
| 2005  | 11   | 2    |
| 2006  | 14   | 6    |
| 2007  | 10   | 5    |
| 2008  | 8    | 1    |
| 2009  | 7    | 1    |
| 2010  | 11   | 3    |
| 2011  | 8    | 7    |
| 2012  | 13   | 5    |
| 2013  | 9    | 10   |
| 2014  | 9    | 5    |
| 2015  | 5    | 3    |
| 2016  | 13   | 13   |
| 2017  | 11   | 11   |
| 2018  | 7    | 6    |
| 2019  | 10   | 14   |
| 2020  | 6    | 3    |
| 2021  | 14   | 13   |
| 2022  | 12   | 3    |
| Разом | 196  | 118  |

| Турнір                         | Ігри | Голи |
| ------------------------------ | ---- | ---- |
| Товариські матчі               | 52   | 20   |
| Кваліфікація Євро              | 35   | 31   |
| Чемпіонати Європи              | 25   | 14   |
| Ліга націй УЄФА                | 11   | 7    |
| Кваліфікація Чемпіонатів світу | 47   | 36   |
| Чемпіонати світу               | 22   | 8    |
| Кубок конфедерацій             | 4    | 2    |
| Разом                          | 196  | 118  |

| Конфедерація | Команди | Голи |
| ------------ | ------- | ---- |
| УЄФА         | 34      | 102  |
| КАФ          | 4       | 7    |
| АФК          | 4       | 5    |
| КОНМЕБОЛ     | 2       | 2    |
| КОНКАКАФ     | 1       | 1    |
| ОФК          | 1       | 1    |
| Разом        | 46      | 118  |

| Суперник             | Голи |
| -------------------- | ---- |
| Люксембург           | 9    |
| Литва                | 7    |
| Швеція               | 7    |
| Андорра              | 6    |
| Угорщина             | 6    |
| Вірменія             | 5    |
| Латвія               | 5    |
| Швейцарія            | 5    |
| Естонія              | 4    |
| Фарерські острови    | 4    |
| Нідерланди           | 4    |
| Бельгія              | 3    |
| Данія                | 3    |
| Північна Ірландія    | 3    |
| Росія                | 3    |
| Іспанія              | 3    |
| Азербайджан          | 2    |
| Боснія і Герцеговина | 2    |
| Камерун              | 2    |
| Кіпр                 | 2    |
| Чехія                | 2    |
| Єгипет               | 2    |
| Франція              | 2    |
| Гана                 | 2    |
| Казахстан            | 2    |
| Ірландія             | 2    |
| Саудівська Аравія    | 2    |
| Аргентина            | 1    |
| Хорватія             | 1    |
| Еквадор              | 1    |
| Фінляндія            | 1    |
| Німеччина            | 1    |
| Греція               | 1    |
| Ісландія             | 1    |
| Іран                 | 1    |
| Ізраїль              | 1    |
| Марокко              | 1    |
| Нова Зеландія        | 1    |
| Північна Корея       | 1    |
| Панама               | 1    |
| Польща               | 1    |
| Катар                | 1    |
| Сербія               | 1    |
| Словаччина           | 1    |
| Україна              | 1    |
| Уельс                | 1    |
| Разом                | 118  |

## Виноски
1. ↑  Seleção A - Ficha de Jogo, resultados e equipas - FPF
2. ↑  Portugal vs Greece, 12 June 2004, Euro[недоступне посилання]
3. 1 2 3  Cristiano Ronaldo dos Santos Aveiro - Century of International Appearances
4. ↑  Cristiano Ronaldo treble seals Portugal comeback against Northern Ireland
5. ↑  Cristiano Ronaldo set the goal scoring record for Portugal (49 goals)[недоступне посилання]
6. ↑  European Championship's all-time top scorers
7. ↑  Portugal's Cristiano Ronaldo becomes Europe's top scorer in internationals
8. ↑  Europe's top international scorers: Cristiano Ronaldo out in front
9. ↑  Rampant Ronaldo seizes the outright record
10. ↑  Cristiano Ronaldo gives fellow ex-Manchester United star Nani Euro 2016 Silver Boot
11. ↑  СИМВОЛІЧНА ЗБІРНА ЄВРО-2004
12. ↑  В УЄФА назвали символічну збірну Євро-2008
13. ↑  Символічна збірна Євро-2016 за версією УЄФА https://football24.ua/yevro2016_tag50827/
14. ↑  Bayern Munich's Robert Lewandowski outscores Ronaldo to set European scoring record for Poland
15. ↑  Cristiano Ronaldo, international football player[недоступне посилання]
16. ↑  International Footballers - European Football[недоступне посилання]
17. ↑  Portugal 1–2 Greece. The Guardian. 12 червня 2004. Архів оригіналу за 4 березня 2018. Процитовано 3 березня 2018.
18. ↑  Portugal 2–1 Holland. BBC Sport. 30 червня 2004. Архів оригіналу за 3 вересня 2007. Процитовано 3 березня 2018.
19. ↑  Latvia 0–2 Portugal. Eurosport. Архів оригіналу за 4 березня 2018. Процитовано 3 березня 2018.
20. ↑  Portugal 4–0 Estonia. Eurosport. Архів оригіналу за 4 березня 2018. Процитовано 3 березня 2018.
21. ↑  Portugal 7–1 Russia. Goal. Архів оригіналу за 4 березня 2018. Процитовано 3 березня 2018.
22. ↑  Luxembourg – Portugal 0:5 (0:2). FIFA. Архів оригіналу за 18 січня 2012. Процитовано 3 березня 2018.
23. ↑  Pietra, Hugo (4 червня 2005). Three-point cushion cheers Portugal. UEFA. Архів оригіналу за 3 березня 2018. Процитовано 3 березня 2018.
24. ↑  Estonia –- Portugal 0:1 (0:1). FIFA. Архів оригіналу за 18 січня 2012. Процитовано 3 березня 2018.
25. ↑  Portugal 3–0 Saudi Arabia. Goal. Архів оригіналу за 3 березня 2018. Процитовано 3 березня 2018.
26. ↑  Portugal 2–0 Iran. BBC Sport. 17 червня 2006. Архів оригіналу за 16 серпня 2007. Процитовано 3 березня 2018.
27. ↑  Portugal 3–0 Azerbaijan. Eurosport. Архів оригіналу за 4 березня 2018. Процитовано 3 березня 2018.
28. ↑  Simão strikes inspire Portugal. UEFA. 15 листопада 2006. Архів оригіналу за 7 жовтня 2014. Процитовано 9 березня 2018.
29. ↑  Classy Portugal cruise past Belgium. UEFA. 25 березня 2007. Архів оригіналу за 13 листопада 2013. Процитовано 9 березня 2018.
30. ↑  Portugal pegged back in Armenia. UEFA. 23 серпня 2007. Архів оригіналу за 16 вересня 2015. Процитовано 9 березня 2018.
31. ↑  Krzynówek pounces to deny Portugal. UEFA. 9 вересня 2007. Архів оригіналу за 13 жовтня 2014. Процитовано 9 березня 2018.
32. ↑  Portugal leave it late for victory. UEFA. 18 жовтня 2007. Архів оригіналу за 25 жовтня 2015. Процитовано 9 березня 2018.
33. ↑  Czech Republic 1–3 Portugal. BBC Sport. 11 червня 2008. Архів оригіналу за 16 червня 2018. Процитовано 9 березня 2018.
34. ↑  Landolina, Salvatore. Cristiano Ronaldo Penalty Enough As Portugal Edge Finland. Goal.com. Архів оригіналу за 10 березня 2018. Процитовано 9 березня 2018.
35. ↑  Bevan, Chris. Portugal 7–0 North Korea. BBC Sport. Архів оригіналу за 16 червня 2018. Процитовано 9 березня 2018.
36. ↑  Brassall, Andy (9 жовтня 2010). Denmark defeated on Bento's Portugal debut. UEFA. Архів оригіналу за 16 жовтня 2013. Процитовано 9 березня 2018.
37. ↑  Portugal continue revival with Iceland win. Reuters. Архів оригіналу за 10 березня 2018. Процитовано 9 березня 2018. [Архівовано 2018-03-10 у Wayback Machine.]
38. ↑  Lionel Messi scores winner for Argentina as Cristiano Ronaldo's Portugal beaten in Geneva. The Daily Telegraph. 10 лютого 2011. Архів оригіналу за 3 червня 2013. Процитовано 9 березня 2018.
39. ↑  Portugal 5–0 Luxembourg. Sky Sports. Архів оригіналу за 18 листопада 2016. Процитовано 9 березня 2018.
40. ↑  Ronaldo leads Portugal charge in Cyprus. UEFA. 2 вересня 2011. Архів оригіналу за 19 серпня 2017. Процитовано 9 березня 2018.
41. ↑  Mark, Thomas (11 жовтня 2011). Denmark qualify, play-offs for Portugal. UEFA. Архів оригіналу за 20 жовтня 2014. Процитовано 9 березня 2018.
42. ↑  Cristiano Ronaldo double pilots Portugal past 10-man Bosnia. The Guardian. 15 листопада 2011. Архів оригіналу за 28 вересня 2015. Процитовано 9 березня 2018.
43. ↑  Sanghera, Mandeep (17 червня 2012). Portugal 2–1 Netherlands. BBC Sport. Архів оригіналу за 10 березня 2018. Процитовано 9 березня 2018.
44. ↑  Rostance, Tom (21 червня 2012). Czech Republic 0–1 Portugal. BBC Sport. Архів оригіналу за 26 травня 2016. Процитовано 9 березня 2018.
45. ↑  Doyle, Mark (16 серпня 2012). Portugal 2–0 Panama: Ronaldo rocket helps hosts to easy win. Goal.com. Архів оригіналу за 10 березня 2018. Процитовано 9 березня 2018. [Архівовано 2018-03-10 у Wayback Machine.]
46. ↑  Gonçalves, Pedro (7 вересня 2012). Portugal survive scare to see off Luxembourg. UEFA. Архів оригіналу за 17 січня 2016. Процитовано 9 березня 2018.
47. ↑  Portugal 2–3 Ecuador. Sky Sports. Архів оригіналу за 16 червня 2017. Процитовано 9 березня 2018.
48. ↑  Cristiano Ronaldo earns Portugal a narrow 1–0 win over Croatia in Geneva. Sky Sports. 10 червня 2013. Архів оригіналу за 10 березня 2018. Процитовано 9 березня 2018.
49. ↑  Gonçalves, Pedro (14 серпня 2013). Ronaldo strikes late as Portugal hold the Oranje. UEFA. Архів оригіналу за 23 липня 2014. Процитовано 9 березня 2018.
50. ↑  McCaig, Alvin (6 вересня 2013). Northern Ireland 2–4 Portugal. BBC Sport. Архів оригіналу за 22 жовтня 2017. Процитовано 9 березня 2018.
51. ↑  Ronaldo edges Portugal ahead of dogged Sweden. UEFA. 15 листопада 2013. Архів оригіналу за 13 червня 2017. Процитовано 9 березня 2018.
52. ↑  Dutt, Sujay (22 листопада 2013). Ronaldo hat-trick takes Portugal past Sweden. UEFA. Архів оригіналу за 2 листопада 2017. Процитовано 9 березня 2018.
53. ↑  Portugal 5–1 Cameroon. Sky Sports. Архів оригіналу за 4 вересня 2017. Процитовано 9 березня 2018.
54. ↑  Rose, Gary (26 червня 2014). Portugal 2–1 Ghana. BBC Sport. Архів оригіналу за 10 березня 2018. Процитовано 9 березня 2018.
55. ↑  Ronaldo wins it for Portugal. UEFA. 14 жовтня 2014. Архів оригіналу за 4 березня 2018. Процитовано 9 березня 2018.
56. ↑  Record scorer Ronaldo helps Portugal pip Armenia. UEFA. 12 листопада 2014. Архів оригіналу за 13 вересня 2017. Процитовано 9 березня 2018.
57. ↑  Armenia 2–3 Portugal. BBC Sport. 13 червня 2015. Архів оригіналу за 2 квітня 2016. Процитовано 9 березня 2018.
58. ↑  Portugal 2–1 Belgium. BBC Sport. 29 березня 2016. Архів оригіналу за 1 квітня 2016. Процитовано 9 березня 2018.
59. ↑  Portugal 7–0 Estonia: Cristiano Ronaldo scores twice in thumping. Sky Sports. 9 червня 2016. Архів оригіналу за 20 липня 2017. Процитовано 9 березня 2018 — через Associated Press.
60. ↑  Sanghera, Mandeep (22 червня 2016). Hungary 3–3 Portugal. BBC Sport. Архів оригіналу за 13 червня 2017. Процитовано 9 березня 2018.
61. ↑  McNulty, Phil (6 липня 2016). Portugal 2–0 Wales. BBC Sport. Архів оригіналу за 16 січня 2018. Процитовано 9 березня 2018.
62. ↑  Portugal 6–0 Andorra. BBC Sport. 7 жовтня 2016. Архів оригіналу за 12 грудня 2016. Процитовано 9 березня 2018.
63. ↑  Faroe Islands 0–6 Portugal. BBC Sport. 17 жовтня 2016. Архів оригіналу за 16 жовтня 2016. Процитовано 9 березня 2018.
64. ↑  Portugal 4–1 Latvia. BBC Sport. 13 листопада 2016. Архів оригіналу за 28 березня 2017. Процитовано 9 березня 2018.
65. ↑  Portugal 3–0 Hungary. Sky Sports. 9 березня 2018. Архів оригіналу за 5 вересня 2017. Процитовано 9 березня 2018.
66. ↑  Portugal 2–3 Sweden. BBC Sport. 28 березня 2017. Архів оригіналу за 10 серпня 2017. Процитовано 9 березня 2018.
67. ↑  Latvia 0–3 Portugal. Sky Sports. 9 червня 2017. Архів оригіналу за 7 вересня 2017. Процитовано 9 березня 2018.
68. ↑  Russia 0–1 Portugal. BBC Sport. 21 червня 2017. Архів оригіналу за 13 вересня 2017. Процитовано 9 березня 2018.
69. ↑  Doyle, Paul (24 червня 2017). New Zealand 0–4 Portugal: Confederations Cup – as it happened. The Guardian. Архів оригіналу за 11 січня 2018. Процитовано 9 березня 2018.
70. ↑  Pessoa, Magalhaes (31 серпня 2017). Portugal 5–1 Faroe Islands. The Guardian. Архів оригіналу за 3 вересня 2017. Процитовано 9 березня 2018.
71. ↑  Andorra 0–2 Portugal. BBC Sport. 7 жовтня 2017. Архів оригіналу за 17 листопада 2017. Процитовано 9 березня 2018.
72. ↑  Portugal 2–1 Egypt. BBC Sport. 23 березня 2018. Архів оригіналу за 29 березня 2018. Процитовано 25 березня 2018.
73. ↑  Jennings, Patrick (15 червня 2018). Portugal 3 Spain 3. BBC Sport. Архів оригіналу за 21 липня 2020. Процитовано 20 червня 2018.
74. ↑  Portugal v Morocco: World Cup 2018 – LIVE!. Evening Standard. 20 червня 2018. Архів оригіналу за 20 червня 2018. Процитовано 20 червня 2018.
75. ↑  Portugal 3–1 Switzerland. BBC Sport. 5 червня 2019. Архів оригіналу за 22 серпня 2019. Процитовано 6 червня 2019.
76. ↑  Serbia 2–4 Portugal. BBC Sport. 7 вересня 2019. Архів оригіналу за 7 вересня 2019. Процитовано 7 вересня 2019.
77. ↑  Lithuania 1–5 Portugal. BBC Sport. 10 вересня 2019. Архів оригіналу за 10 вересня 2019. Процитовано 10 вересня 2019.
78. ↑  Portugal 3–0 Luxembourg. BBC Sport. 11 жовтня 2019. Архів оригіналу за 12 жовтня 2019. Процитовано 11 жовтня 2019.
79. ↑  Ukraine 2–1 Portugal. BBC Sport. 14 жовтня 2019. Архів оригіналу за 16 жовтня 2019. Процитовано 14 жовтня 2019.
80. ↑  Portugal 6–0 Lithuania. BBC Sport. 14 листопада 2019. Архів оригіналу за 15 листопада 2019. Процитовано 14 листопада 2019.
81. ↑  Luxembourg 0–2 Portugal. BBC Sport. 17 листопада 2019. Архів оригіналу за 17 листопада 2019. Процитовано 17 листопада 2019.
82. ↑  Sweden 0–2 Portugal. BBC Sport. 8 вересня 2020. Архів оригіналу за 8 вересня 2020. Процитовано 8 вересня 2020.
83. ↑  Portugal vs. Andorra - 11 листопада 2020. Soccerway. 11 листопада 2020. Архів оригіналу за 11 листопада 2020. Процитовано 11 листопада 2020.
84. ↑  Luxembourg 1–3 Portugal. BBC Sport. 30 березня 2021. Процитовано 30 березня 2021.
85. ↑  Portugal 4–0 Israel. BBC Sport. 9 червня 2021. Процитовано 9 червня 2021.
86. ↑  Hungary 0–3 Portugal. BBC Sport. 15 червня 2021. Процитовано 15 червня 2021.
87. ↑  Portugal 2–4 Germany. BBC Sport. 19 червня 2021. Процитовано 19 червня 2021.
88. ↑  Portugal 2–2 France. BBC Sport. 23 червня 2021. Процитовано 23 червня 2021.
89. ↑  Portugal 2–1 Republic of Ireland. BBC Sport. 1 вересня 2021. Процитовано 1 вересня 2021.
90. ↑  Portugal 3–0 Qatar. BBC Sport. 9 жовтня 2021. Процитовано 9 жовтня 2021.
91. ↑  Portugal 5–0 Luxembourg. BBC Sport. 12 жовтня 2021. Процитовано 12 жовтня 2021.
92. ↑  Portugal 4–0 Switzerland. BBC Sport. 5 червня 2022. Процитовано 5 червня 2022.
93. ↑  Portugal 3–2 Ghana. BBC Sport. 24 листопада 2022. Процитовано 24 листопада 2022.
94. ↑  Ronaldo ultrapassa Eusébio. record.pt. Архів оригіналу за 12 вересня 2020. Процитовано 6 вересня 2013.
95. ↑  A 8.ª vez de Portugal numa grande competição internacional. record.pt. Архів оригіналу за 12 вересня 2020. Процитовано 19 листопада 2013.
96. ↑  Portugal beat Armenia with Ronaldo hat-trick. UEFA.com. Архів оригіналу за 12 вересня 2020. Процитовано 13 червня 2015.
97. ↑  European Qualifiers – Portugal-Andorra. UEFA.com. Архів оригіналу за 10 вересня 2016. Процитовано 7 жовтня 2016.
98. ↑  European Qualifiers – Portugal-Faroe Islands. UEFA.com. Архів оригіналу за 15 жовтня 2016. Процитовано 31 серпня 2017.
99. ↑  Lowe, Sid (15 червня 2018). Cristiano Ronaldo hits hat-trick as Portugal deny Spain in six-goal thriller. The Guardian. Архів оригіналу за 16 липня 2019. Процитовано 3 липня 2020.
100. ↑  Taylor, Daniel (5 червня 2019). Cristiano Ronaldo hat-trick lets Portugal survive bizarre VAR penalty for Swiss. The Guardian. Архів оригіналу за 31 травня 2020. Процитовано 3 липня 2020.
101. ↑  Euro 2020 roundup: Ronaldo gets four, France stroll it, Czechs bounce back. The Guardian. 10 вересня 2019. Архів оригіналу за 13 червня 2020. Процитовано 3 липня 2020.
102. ↑  Ronaldo hat-trick fires Portugal to brink of Euro 2020 qualification. France 24. 14 листопада 2019. Архів оригіналу за 15 листопада 2019. Процитовано 3 липня 2020.
103. ↑  Portugal 5–0 Luxembourg. BBC Sport. 12 жовтня 2021. Процитовано 12 жовтня 2021.
104. ↑  Cristiano Ronaldo. Portuguese Football Federation. Архів оригіналу за 4 лютого 2020. Процитовано 15 липня 2018.
105. ↑  National football team player Cristiano Ronaldo. eu-football.info. Архів оригіналу за 25 листопада 2020. Процитовано 25 листопада 2020.